# غاري ريفلين
غاري ريفلين (بالإنجليزية: Gary Rivlin)‏ هو صحفي أمريكي، ولد في 20 يونيو 1958.